# 武田健太郎
武田 健太郎（たけだ けんたろう）は、日本の情報通信工学者。知能情報学者。
工学博士(法政大学)。香川大学創造工学部准教授。「第82回 電子情報通信学会 学術奨励賞」受賞。

## 略歴
京都産業大学コンピュータ理工学部、京都産業大学大学院先端情報学研究科を経て、法政大学大学院理工学研究科へと進学し工学を専攻する。大学院在学中は、独立行政法人日本学術振興会特別研究員を務めた。大学院修了後、香川大学へと着任。

## 著作等

### 論文
- 『Asynchronous Bifurcation Processor: Fundamental Concepts and Application Examples』（4th International Conference on Applications in Nonlinear Dynamics (ICAND), Part of the Lecture Notes in Networks and Systems book series 6 217-229 2016年）
- 『非同期分岐プロセッサを用いたHopf蝸牛モデル』（電子情報通信学会技術研究報告 複雑コミュニケーションサイエンス研究会(CCS) 116(285) 17-21 2016年）
- 『非同期セルオートマトンに基づくCPGモデルを用いたヘビ型ロボット』（2017年電子情報通信学会NOLTAソサイエティ大会 B-7 2017年）
- 『Experiments on a Hardware-Efficient Bio-Inspired Snake-like Robot』（2017 Taiwan and Japan Conference on Circuits and Systems (TJCAS) 53 2017年）
- 『非同期セルオートマトン発振器の結合系の解析と応用について』（電子情報通信学会技術研究報告 複雑コミュニケーションサイエンス研究会(CCS) 117(288) 55-79 2017年）

## 専門分野
- 情報通信
- 知能情報学

## 受賞歴
- 「2016 Japan-Korea Joint Workshop on Complex Communication Science, Best Paper Award」（2016年）
- 「2018年度 電子情報通信学会複雑コミュニケーションサイエンス研究会 CCS奨励賞」（2019年）
- 「2019年度 第82回 電子情報通信学会 学術奨励賞 (基礎・境界ソサイエティ) 」（2020年）
- 「2020 International Symposium on Nonlinear Theory and its Applications, Student Paper Award」（2020年）